# أرتور تيخادا
أرتور تيخادا (بالإسبانية: Arturo Tejada)‏ هو لاعب كرة قدم بنمي في مركز الهجوم، ولد في 31 أكتوبر 1988 في بنما. شارك مع منتخب بنما لكرة القدم. أما مع النوادي، فقد لعب مع أتليتيكو هويلا وأمريكا دي كالي.